# Midila carneia
Midila carneia là một loài bướm đêm trong họ Crambidae.